# Kleinwasserkraftwerk Staufensee
Das Kleinwasserkraftwerk Staufensee  ist ein in Dornbirn, Vorarlberg, Österreich, am nördlichen Ende des Staufensees, neben der Rappenlochbrücke,  befindliches Kleinwasserkraftwerk und eines der Elektrizitätswerke an der Dornbirner Ach.
Das Kraftwerk Staufensee nutzt die Fallhöhe der Staufensee-Staumauer (1893/1894) von 22 m und ist am Staufensee, neben dem Kraftwerk Ebensand, das zweite Kraftwerk, welches die Wasserkraft der Dornbirner Ache in diesem Bereich nutzt. Nach der Rappenlochschlucht befindet sich eine weitere Wasserfassung für das Wasserkraftwerk im Gütle und in weiterer Folge befinden sich mehrere Klein-Wasserkraftwerke am Müllerbach.

## Kraftwerk

### Maschinenhaus
Das Maschinenhaus, in welchem sich die Turbine, der Generator und die Steuerung des Kraftwerks Staufensee befindet, ist direkt unter der Schwergewichtsstaumauer des Staufensees situiert. Das Maschinenhaus ist so ausgestaltet, dass es einer Überschwemmung und Rückstau der Dornbirner Ache (Ebniter Ache) standhält. Die Instandhaltung des Wasserkraftwerks Staufensee obliegt der Kleinwasserkraftwerk Staufensee GmbH.
- Baueinreichung: 2001
- Baubewilligung Dezember 2002
- Bauzeit Dezember 2003 bis 2004
- Inbetriebnahme: Juli 2004
- Kosten: rund 430.000 EURO

### Technische Daten

#### Hydraulische Daten
- Turbine: Zweikammer-Durchströmturbine (Wasserkraft Volk AG)
- Netto-Fallhöhe: 22 m
- Schluckvermögen Turbine: 1500 l/s

### Mechanische Daten
- Getriebe: Hauser PK

- Turbine: Durchströmturbine

- Hersteller: Wasserkraft Völk AG

- Typ: TD-60-01-V-755-2

#### Elektrische Daten
- Generatorleistung: 260 kVA bei 1500 l/s
- Regelarbeitsvermögen jährlich: etwa 1,2 MWh/Jahr.
- Nettoarbeitsleistung: 0,85 MWh/Jahr

## Geologie
Aufgrund der erheblichen Schwemmguteintragung, welche durch die Mergel-Einschlüsse (Helvetisches System) im Gebirge des Einzugsgebietes der Ebniter Ache / Dornbirner Ache besteht, werden im Staufensee große Schlammmengen und andere biogene Stoffe, beispielsweise Äste, abgelagert. Dies würde in der Folge rasch zur Verlandung des Stausees führen, wenn keine entsprechenden Maßnahmen gesetzt würden. In den 1970er Jahren wurde der Staufensee saniert und 1977 der durch Schwemmgut verstopfte Grundablass wieder freigelegt.
Bedingt durch die seit dem Felssturz im Rappenloch vom 10. Mai 2011 verringerte Abflussmöglichkeit und die damit verbundene Anhebung der Niveauhöhe des Wasserdurchflusses in diesem Teil der Rappenlochschlucht, ist eine normale Austragung des Schwemmmaterials aus dem Stausee durch Hochwasser mit Stand 2016 kaum mehr möglich. Es droht in wenigen Jahren eine Verlandung des Stausees. Dies hätte direkte Auswirkung auch auf die Funktion des Kraftwerk Ebensand und des Wasserkraftwerks Staufensee.